# Réseau Wassila
Le réseau Wassila ou l'Association contre les violences faites aux femmes et aux enfants (Avife) est un réseau d'associations et institutions qui luttent en Algérie pour les droits des femmes, établi en octobre 2000.

## Création et structure
Le réseau Wassila est fondé en octobre 2000, vers la fin de la guerre civile algérienne, un contexte dans lequel les droits des femmes étaient mis en question. Il est nommé d'après une fille adoptée, abandonnée dans la rue et devenant mère célibataire, appelée Wassila.
En 2011, le réseau compte 28 associations et institutions. Parmi ses membres en 2013 sont SOS Villages d'enfants, Atustep, Tharwa Fadhma n’Soumer, l'Association pour l’émancipation des femmes, Sarp, Amusnaw, Djazaïrouna, des professionnels médicaux et de la santé mentale, des juristes et des militants des droits humains.

## Buts
Le réseau Wassila revendique les droits d'égalité et dans la loi, et dans la lutte contre les viols et d'autres violences faites aux femmes, dont la « violence conjugale massive ». Le réseau est concerné aussi par les abus sexuels sur enfants. Selon le réseau Wassila, 80 % de ces cas documentés concernent la violence au sein de la famille ou du foyer.

## Actions
Le réseau Wassila publie un « Livre blanc de témoignages » des femmes victimes des violences. Selon le réseau, en 2014 les cas d'immolations, de tortures et de meurtres deviennent courants.
Le réseau s'organise selon trois actions : le développement de soutien pratique des victimes (dont un centre d'écoute téléphonique, une aide juridique), la formation des personnels médicaux, du droit et des médias, et les moyens juridiques (dont les lois du code criminel contre les violences).
Le réseau reçoit entre 800 et 2000 appels d'aide par téléphone par an (2011–2013).
Le réseau Wassila publie un communiqué à la suite des violences en « expéditions punitives » envers des femmes travailleuses à Hassi Messaoud, une ville connue dans ce contexte pour l'affaire des femmes violentées de Hassi Messaoud en juillet 2001. Le réseau déclare que les ni les autorités locales ni l'État protègent les femmes des violences systématiques.

### Hirak
Le 16 mars 2019, pendant le Hirak en Algérie, Saadia Gacem et Faïka Medjahed, membres du réseau Wassila, signent avec d'autres femmes une déclaration des Femmes algériennes pour un changement vers l’égalité en faveur de « l'égalité pleine et entière entre les citoyennes et les citoyens, sans distinction de genre, de classe, de région ou de croyances », annonçant « la création d’un carré féministe qui se positionnera chaque vendredi au niveau du portail de la faculté centrale d’Alger à partir de 13h » et appelant « à prendre en compte la représentativité paritaire des femmes dans toute initiative citoyenne pour la sortie » du Hirak. Ledit carré féministe a lieu régulièrement à partir du 22 mars, et les attaques physiques contre le carré lors de la manifestation du 29 mars attirent de l'attention internationale,.
Plus tard pendant les manifestations du Hirak, un rassemblement de syndicats, d'associations et d'individus, les Dynamiques de la société civile, est créé dans une rencontre le 15 juin 2019, prévoyant de coordonner avec d'autres coalitions de la société civile algérienne afin de réorganiser la structure de l'état algérien,. Le Réseau Wassila se retire de la réunion du 15 juin, jugeant que la rencontre « « ne pose pas clairement et sans ambiguïté ce principe politique fondamental et non négociable » de l’égalité entre hommes et femmes. »